# Metacaprella horrida
Metacaprella horrida is een vlokreeftensoort uit de familie van de Caprellidae. De wetenschappelijke naam van de soort werd in 1877 voor het eerst geldig gepubliceerd door Georg Ossian Sars.